# شعار تركيا
شعار تركيا هو شعار غير رسمي؛ فتركيا حتى الآن لا تمتلك أي شعار رسمي لها. شعار تركيا مستوحى من العلم التركي، ولونه أحمر يتضمن شعار الهلال والنجمة.